# Gnophodes minchini
Gnophodes minchini är en fjärilsart som beskrevs av Francis Arthur Heron 1909. Gnophodes minchini ingår i släktet Gnophodes och familjen praktfjärilar. Inga underarter finns listade i Catalogue of Life.